# Die Heimat Schleswig-Holstein
Die Heimat Schleswig-Holstein ist der Landesverband der rechtsextremistischen Partei Die Heimat in Schleswig-Holstein. Landesvorsitzender ist seit dem 25. Oktober 2020 Mark Proch.

## Organisation
Der Landesverband Die Heimat Schleswig-Holstein ist in sechs Kreisverbänden organisiert. Ortsverbände existieren nicht. In Kiel und Pinneberg gibt es Kreisverbände der Jugendorganisation Junge Nationalisten. Etwa alle 2 Monate veröffentlicht der Landesverband die Mitgliederzeitung „Schleswig-Holstein-Stimme“.

## Programmatik
Die Programmatik der Heimat verbindet völkischen Nationalismus mit Ausländerfeindlichkeit, Rassismus, Antisemitismus, Geschichtsrevisionismus und Revanchismus.

## Geschichte

### Landesvorsitzende
| Jahre     | Vorsitzender   |
| --------- | -------------- |
| 1999–2000 | Ingo Stawitz   |
| 2000–2001 | Jürgen Gerg    |
| 2001–2003 | Peter Borchert |
| 2003–2009 | Uwe Schäfer    |
| 2009–2012 | Jens Lütke     |
| 2012–2020 | Ingo Stawitz   |
| 2020–     | Mark Proch     |

### Ergebnisse bei Landtagswahlen
| Landtagswahlergebnisse | Landtagswahlergebnisse | Landtagswahlergebnisse | Landtagswahlergebnisse |
| Jahr                   | Stimmen                | Sitze                  |                        |
| ---------------------- | ---------------------- | ---------------------- | ---------------------- |
| 1967                   | 5,85 %                 | 4                      |                        |
| 1971                   | 1,32 %                 |                        |                        |
| 1975                   | 0,54 %                 |                        |                        |
| 1979                   | 0,18 %                 |                        |                        |
| 1983                   | n. a.                  |                        |                        |
| 1987                   | n. a.                  |                        |                        |
| 1988                   | 1,22 %                 |                        |                        |
| 1992                   | n. a.                  |                        |                        |
| 1996                   | n. a.                  |                        |                        |
| 2000                   | 1,0 %                  |                        |                        |
| 2005                   | 1,9 %                  |                        |                        |
| 2009                   | 0,9 %                  |                        |                        |
| 2012                   | 0,7 %                  |                        |                        |
| 2017                   | n. a.                  |                        |                        |
| 2022                   | n. a.                  |                        |                        |

n. a. = nicht angetreten

### Ehemalige Landtagsabgeordnete
Bei der Landtagswahl in Schleswig-Holstein 1967 erhielt die Partei vier Sitze im Parlament. Die Mandate gingen an Wolfgang Ehlers, Karl-Ernst Lober, Peter Petersen und Uwe Rheingans.

### Kommunalwahlen
Bei der Kommunalwahl 2008 kandidierte die Heimat, damals noch unter dem alten Namen NPD in Lauenburg, Nordfriesland und in Ostholstein für den Kreistag und in Kiel für die Ratsversammlung. In Kiel war Hermann Gutsche mit 1,7 % der Stimmen ins Rathaus eingezogen. Im Kreis Herzogtum Lauenburg hatte Kay Oelke 2,1 % der Stimmen und damit einen Sitz im Kreistag erhalten. Im Kreis Nordfriesland und im Kreis Ostholstein erzielte die damalige NPD dagegen zu wenig Stimmen für einen Sitz im Kreistag. Bei der Kommunalwahl 2013 kandidierten die Parteimitglieder Hermann Gutsche und Kay Oelke auf Tarnlisten, der „Wahlalternative Kieler Bürger“ in Kiel und der „Rechtsstaatlichen Liga“ im Kreis Herzogtum Lauenburg. Laut dem stellvertretenden Landesvorsitzenden Jörn Lemke stehen diese Listen für NPD-Interessen und -Inhalte. „Es handele sich um ein Bündnis der Partei und freien Kräften“, zitiert Blick nach Rechts weiter. Die damalige NPD trat 2013 unter ihrem Parteinamen in der kreisfreien Stadt Neumünster und im Kreis Pinneberg an. Außerdem kandidierten Parteimitglieder für die Stadtvertretung in Uetersen, wo der damalige Landesvorsitzende Ingo Stawitz wohnte. In Neumünster konnte die Partei 2013 mit 1,6 % der Wählerstimmen mit einem Sitz ins Rathaus ziehen. Im Jahr 2018 hat sich ihr Ergebnis fast verdoppelt und konnte somit in Fraktionsstärke und mit 3,9 % abermals ins Rathaus einziehen.